# Xenofrea morvanae
Xenofrea morvanae là một loài bọ cánh cứng trong họ Cerambycidae.